# مراد راوي دل (مقاطعة فارياب)
مراد راوي دل (بالفارسية: تلمبه دادمراد روی‌دل فاریاب) هي مستوطنة تقع في كرمان في إيران. يقدر عدد سكانها بـ 149 نسمة بحسب إحصاء 2016.